# Gesetzesfolgenabschätzung
Die Gesetzesfolgenabschätzung (GFA) befasst sich mit der Erfassung und Analyse von gewollten Auswirkungen und ungewollten Nebenwirkungen von Rechtsnormen. Zweck von Gesetzesfolgenabschätzungen ist es, staatliches Handeln effektiver zu gestalten, staatliche Eingriffe auf das notwendige Mindestmaß zu beschränken und mögliche Alternativen einzubeziehen. Nach §§ 43 Absatz 1 Nr. 5, 44, 62, 70 Gemeinsame Geschäftsordnung der Bundesministerien GGO sind die Ergebnisse der Abschätzung der Gesetzesfolgen in der Begründung zum Rechtsakt und im Vorblatt bei der Vorlage des Entwurfes darzustellen.

## Gesetzesfolgenabschätzung in Deutschland
Obwohl der Gesetzgeber bei dem Erlass jeder Rechtsnorm schon immer bestimmte Zwecke verfolgte, ist die systematische Erfassung und Bewertung von voraussichtlichen und tatsächlichen Gesetzesfolgen eine relativ junge Entwicklung. So sieht die Gemeinsame Geschäftsordnung der Bundesministerien erst seit dem 1. September 2000 vor, dass beim Formulieren von Rechtsnormen eine Gesetzesfolgenabschätzung vorzunehmen ist. Insgesamt lassen sich in der deutschen Praxis drei Phasen der Gesetzesfolgenabschätzung erkennen:
1. Konzeptionsphase: Anstoß der Gesetzesfolgenabschätzung – Analyse des Regelungsfeldes – Entwicklung von Regelungsalternativen – Entwicklung von Szenarien – Auswahl und Aufbereitung geeigneter Instrumente.
2. Durchführungsphase: Workshops mit Experten und Normadressaten, Prüfung und nötigenfalls Modifikation der Regelungsalternativen – Abschätzung der Folgen pro Regelungsalternativen unter Anwendung der Instrumente gegebenenfalls vor dem Hintergrund der Szenarien.
3. Auswertungsphase: Auswertung, Aufbereitung und Dokumentation inklusive Empfehlungen für eine optimale Regelungsalternative – Auswahl der Regelungsalternative durch politische Führungsebene – Entscheidung über den Fortgang der Gesetzesfolgenabschätzung.

## Gesetzesfolgenabschätzung auf EU-Ebene
Auch auf EU-Ebene findet eine Gesetzesfolgenabschätzung statt, bevor die Europäische Kommission einen Vorschlag für eine (Verordnung oder Richtlinie) vorlegt. Er wird bezeichnet als Integrated Impact Assessment (integriert, weil sowohl Aspekte der nachhaltigen Entwicklung als auch die Auswirkungen auf die Adressaten betrachtet werden). Die Kommission hat dazu interne Leitfäden vorgelegt.

## Gesetzesfolgenabschätzung für die Umwelt
Während sich die Auswirkungen auf Unternehmen oder Privatpersonen vergleichsweise einfach (monetär, also in Euro) abschätzen lassen, gestaltet sich diese Abschätzung schwieriger, wenn es um Auswirkungen auf Umweltgüter geht. Weil Umweltgüter in der Regel keinen direkten "Preis" haben (siehe Externer Effekt), muss man nach anderen Wegen suchen, die Auswirkungen auf die Umwelt zu quantifizieren, um sie in der Gesetzesfolgenabschätzung berücksichtigen zu können.